# ويليام مورايس
ويليام مورايس (بالبرتغالية: William Morais‏) (1 مارس 1991 بساو باولو في البرازيل - 6 فبراير 2011 في البرازيل) هو لاعب كرة قدم برازيلي في مركز الوسط. لعب مع نادي كورينثيانز ونادي أمريكا وناسيونال ساو باولو.

## وصلات خارجية
- ويليام مورايس على موقع قاعدة بيانات كرة القدم.إي يو (الإنجليزية)
- ويليام مورايس على موقع Soccerway.com (الإنجليزية)